# Parafia św. Wojciecha w Makowie
Parafia Świętego Wojciecha w Makowie – parafia rzymskokatolicka należąca do dekanatu Skierniewice-św. Jakuba diecezji łowickiej. Erygowana w 1445. Mieści się przy ulicy Brzosty. Duszpasterstwo w niej prowadzą księża diecezjalni.